# شاباش
شبش (بالإنجليزية: Shapash، أي "الشمس")‏، كانت إلهة الشمس الكنعانية. كما وعملت كرسول ملكي للإله السامي إيل، وهو والدها المحتمل. أكثر ألقابها شيوعًا في المجموعة الأوغاريتية هو "مصباح الآلهة"، و"السيدة العظيمة شاباش"، وشاباش الأبدية.